# 食用大黄

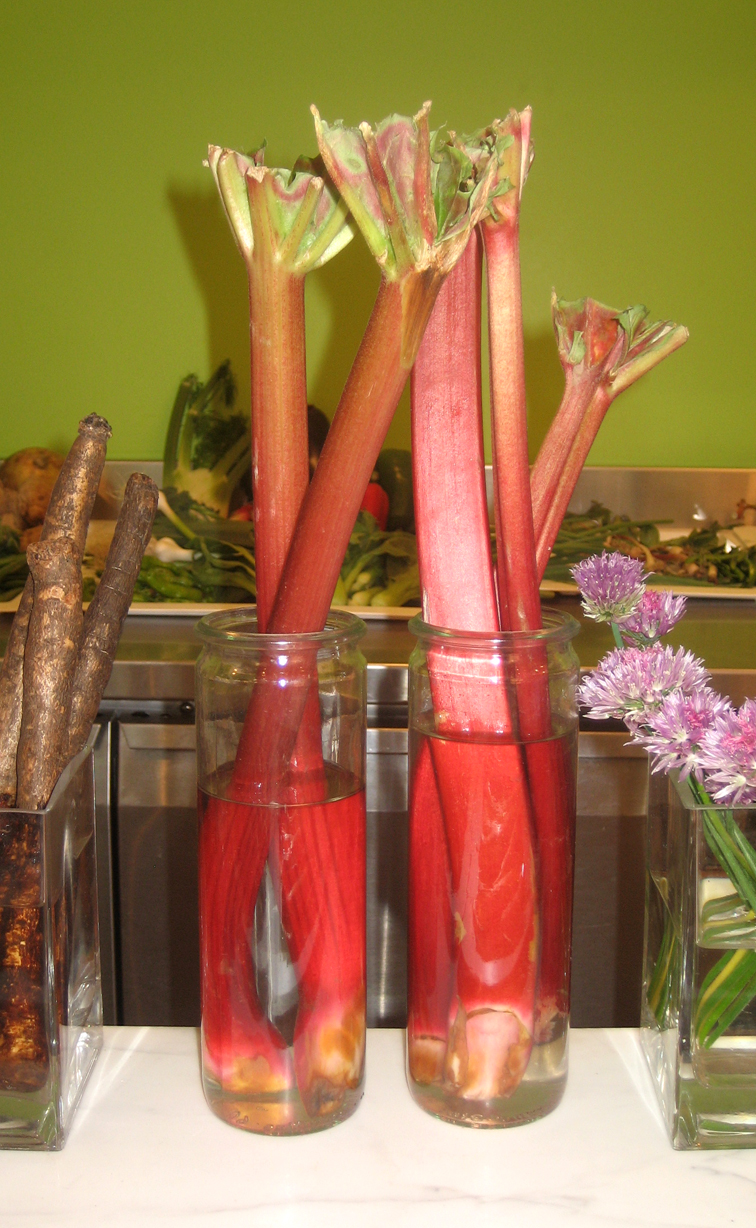
杂货店陈列的大黄

食用大黄指的是歐洲及中東地區用于食用的蓼科大黄属多年生草本植物。一般從粗短的根莖種植。大黃長有三角形的大葉，葉柄肥厚。花形細小，聚集成花序，顏色從綠白色到玫瑰紅色。大黃的葉片富含草酸，不適宜食用。它的葉柄可作食用。
目前食用大黄的主要物种杂交大黄 Rheum × hybridum的来源不明确。波叶大黄（R. rhabarbarum = R. undulatum，在华北也有分布）和R. rhaponticum在18世纪前就在欧洲栽培，供药用。到18世纪早期，这两个种（可能还有杂交大黄）已经在英国和北欧当作蔬菜栽培，后来通过开放授粉选育出了食用大黄的主要栽培种。因为这三个物种可以随意杂交，所以基本没有办法分清现有品种的来源。现代食用大黄的外观似乎介于之前提到的这两个野生种之间，但是现代的食用大黄是 2n = 44 的同源多倍体，而之前提到的两个野生种是 2n = 22。
大黄是一种蔬菜，但在烹饪中常被当作水果使用。叶柄在保持脆嫩质地时可以生食，但最常见的是与糖一起烹煮，用于制作派、松饼和其他甜点。（因此又有「Pie Plant」 之稱。）它们具有强烈的酸味。为了供人食用，已经开发出许多品种，其中大多数被英国皇家园艺学会认定为杂交大黄 Rheum × hybridum。

## 食用
大黃的葉柄可食用，例如：跟覆盆子與糖一起煮四小時，可以作甜品、果醬或西式餡餅的餡料。

## 毒性效應

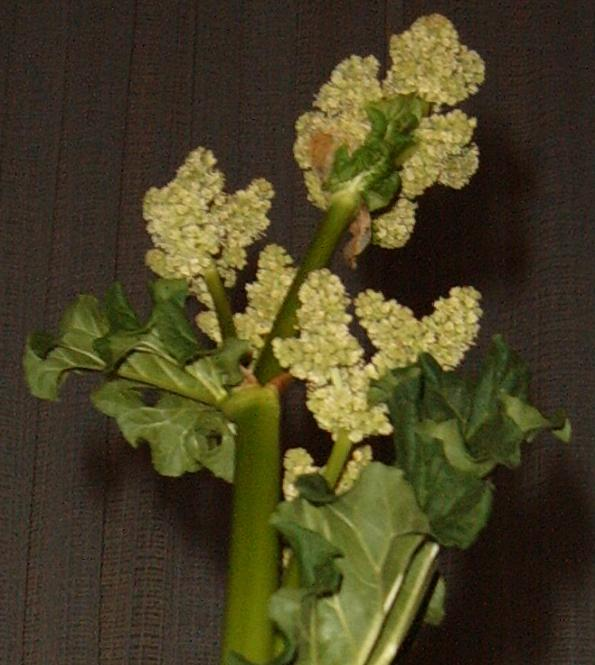
大黃的花

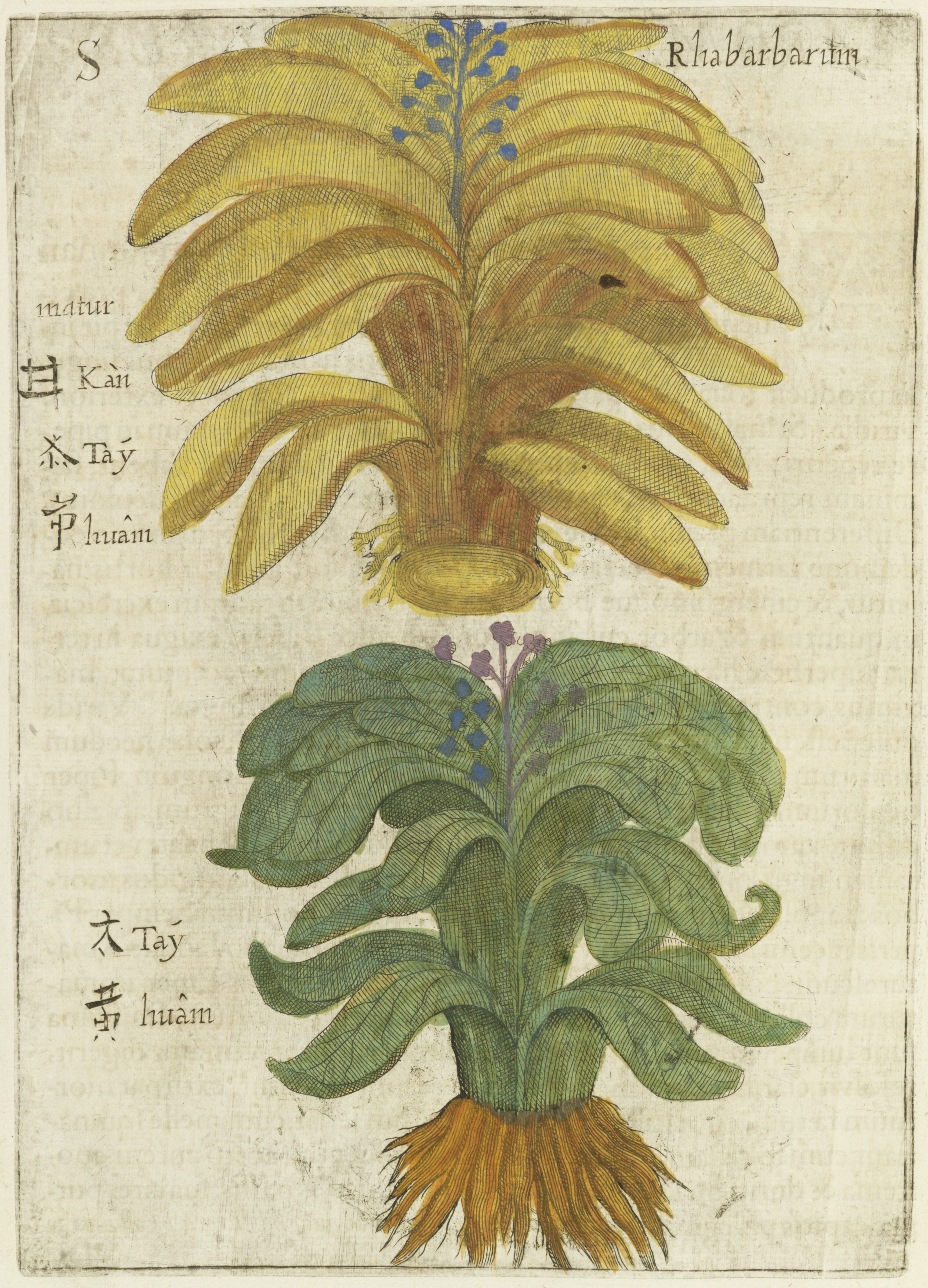
十七世纪波兰籍天主教耶稣会来华传教士卜弥格著作《Flora Sinensis》中描繪的大黃

大黃的毒性主要集中在其葉片。大黃的葉片含有草酸，是一種存在於許多植物的酸，但也是一種腎毒性和腐蝕性的酸性有毒物質。不同品種的大黃，其葉片的草酸含量有所不同，普遍的含量約為 0.5%。而草酸對大鼠的半致死劑量（LD50），大約為每公斤體重 375 毫克，口服的最低致死量（LDLo）約為 600 mg/kg。根據這個比例，一個普通人若要吃下致半致死劑量的草酸，需要食用約 5 公斤的大黃葉，而最低致死份量亦要 10 公斤的大黃葉。這個份量顯然不太可能會達成。不過，為安全計，烹煮大黃時，應避免與含有蘇打的其他食品一起烹調，以免植物內的草酸跟蘇打產生化學反應，產生水溶性的草酸化合物，令毒性加重。不過，除了草酸以外，大黃的葉子還含有一種至今仍未被確認的有毒物質，可能是蒽醌苷（亦作番泻苷）的一種。
大黃葉柄的草酸量只佔整片葉的大約2-2.5％，相對於葉片，其毒性顯得更低，因此可放心食用。